# Тойота (Айті)

Тойо́та (яп. 豊田市, とよたし, МФА: [tojota ɕi̥]?) — місто в Японії, в префектурі Айті. Розташоване в північно-східній частині префектури, у середній течії річки Яхаґі. Входить до списку центральних міст Японії.  Виникло на основі призамкового містечка самурайського роду Найто. До 1959 року називалося Коромо́. Отримало статус міста 1951 року. Площа становить 918,47 км². Станом на 1 серпня 2011 року населення складало 421 029  осіб, густота населення — 458 осіб/км².  Основою економіки є сільське господарство, текстильна промисловість, автомобілебудування, комерція..  В місті розташовані руїни середньовічних замків та численні синтоїстські святилища. Батьківщина японського промисловця Тойоди Сакіті та його сина Тойоди Кіїтіро, засновників підприємства Toyota Motor Corporation.